# Orestias polonorum
Orestias polonorum är en fiskart som beskrevs av Tchernavin, 1944. Orestias polonorum ingår i släktet Orestias och familjen Cyprinodontidae. Inga underarter finns listade i Catalogue of Life.